# Doubrovski (film)
Pour les articles homonymes, voir Doubrovski.
Pour plus de détails, voir Fiche technique et Distribution.
Doubrovski est un film soviétique en noir et blanc réalisé par Alexandre Ivanovski, sorti en 1936. Le film est adapté du roman d'Alexandre Pouchkine.

## Synopsis
Kirila Troekourov et Andreï Doubrovski, deux propriétaires terriens et anciens camarades de service, sont bons voisins, bien que l'un soit riche et l'autre pauvre. Un jour, une querelle les oppose en se transformant en hostilité. Troekourov soudoie le tribunal provincial et confisque à Doubrovski son domaine de Kistenevka. Doubrovski devient fou dans la salle d'audience. Son fils Vladimir, officier à Saint-Pétersbourg, est contraint de quitter le service et de retourner auprès de son père gravement malade, qui décède bientôt. Vladimir Doubrovski met le feu à Kistenevka et devient un brigand comme Robin des Bois, terrifiant les propriétaires locaux. Dans le premier temps, il ne s'attaque pas à Troekourov à qui il réserve un autre sort. Il compte d'abord s’introduire dans sa famille. Se faisant passer pour un français du nom de Deforge, il devient tuteur dans la famille de son ennemi. Mais ses projets de vengeance sont compromis par un amour envers Macha, la fille de Troekourov.
Mais Macha doit se marier avec le vieux prince Vereiski. Vladimir Doubrovski tente en vain d'empêcher ce mariage inégal. Avec ses hommes, il arrête le cortège revenant de l'église au domaine de Vereiski. Le prince blesse Dubrovski. Vladimir dit à Macha qu'elle est libre, mais la jeune femme répond qu'elle a déjà prêté serment et refuse de quitter son époux. La fin du film est sensiblement différente de la source originale : Doubrovski, blessé, meurt au combat avec les troupes gouvernementales, après quoi les voleurs survivants arrivent chez Troekourov pour lui regler son compte.

## Fiche technique
- Titre : Doubrovski
- Réalisation : Alexandre Ivanovski
- Scénario : Alexandre Ivanovski
- Musique : Andreï Pachtchenko
- Photographie : Alexandre Sigaïev
- Direction artistique : Vladimir Egorov
- Son : Gleb Vitsinski, Piotr Vitsinski
- Assistant réalisateur : Boris Medvedev
- Pays d'origine : URSS
- Société de production : Lenfilm
- Format : noir et blanc - 35 mm - Mono
- Genre : Film dramatique
- Langue : russe
- Sortie : 1936

## Distribution
- Boris Livanov : Vladimir Andreïevitch Doubrovski
- Iossif Samarie-Elski : Andreï Gavrilovitch Doubrovski, père de Vladimir
- Nikolaï Monakhov : Kirila Petrovitch Troïekourov
- Mikhaïl Tarkhanov : Spitsyne
- Galina Grigoreva : Maria, fille de Cyrille Troïekourov
- Pavel Volkov : Arkhip, vieux paysan
- Konstantin Sorokine : Paramochka
- Valentin Kisseliov : Chabachkine
- Vassili Tchoudakov : Alechka
- Stepan Kaïoukov : colonel (non crédité)
- Vladimir Taskine : Deforges, professeur de français (non crédité)
- Vladimir Gardine : le prince Vereiski